# Tyloxoles v-signatus
Tyloxoles v-signatus là một loài bọ cánh cứng trong họ Cerambycidae.